# Frances Dee
Frances Marion Dee (Los Angeles, 26 novembre 1909 – Norwalk, 6 marzo 2004) è stata un'attrice statunitense.

## Biografia
Nativa di Los Angeles, Frances Dee crebbe a Chicago, dove frequentò la Shakespeare Grammar School e si diplomò nel 1927 alla Hyde Park High School. Dopo due anni di studi all'Università, fece ritorno in California, dove iniziò a recitare per la compagnia teatrale Pasadena Playhouse. Nel 1929 debuttò nel cinema come comparsa per la Twentieth Century Fox, apparendo in brevissime parti in film come Montecarlo (1930) di Ernst Lubitsch, una delle prime commedie musicali dopo l'avvento del sonoro, e in Piccolo caffè (1930), prodotto dalla Paramount, per il quale venne scelta dal protagonista Maurice Chevalier.
Nel 1931 interpretò, ancora per la Paramount, il ruolo di Sondra Finchley in Una tragedia americana (1931), trasposizione cinematografica dell'omonimo romanzo di Theodore Dreiser, diretta da Josef von Sternberg. La sua freschezza e il suo aspetto attraente le assicurarono ruoli romantici in Piccole donne (1933), in cui interpretò Meg, la maggiore delle quattro sorelle March, nel dramma Schiavo d'amore (1934), accanto a Bette Davis e Leslie Howard, nel melodramma storico Becky Sharp (1935), primo film girato in Technicolor, e nell'avventuroso Anime sul mare (1937), con Gary Cooper.
Dopo un'intensa attività negli anni trenta, nel 1940 la Dee ebbe un collasso sul set del film Figlio, figlio mio! (1940) e il suo ruolo andò alla collega Laraine Day. L'attrice diradò le sue apparizioni cinematografiche durante il decennio, ma apparve ancora nell'horror Ho camminato con uno zombi (1943) diretto da Jacques Tourneur e prodotto da Val Lewton, in Il disonesto (1947), tratto dal romanzo Bel Ami di Guy de Maupassant, e nel melodramma L'ambiziosa (1951).

## Vita privata
Frances Dee incontrò l'attore Joel McCrea nel 1933, sul set del film The Silver Cord. Dopo un breve fidanzamento i due si sposarono il 20 ottobre 1933 ed ebbero tre figli, Jody (1934-2009), divenuto anch'egli attore, David (1935) e Peter (1955). McCrea e la Dee, tra le più durature e benvolute coppie di Hollywood, acquistarono una proprietà con un ranch a Thousand Oaks, nella Ventura County (California meridionale), e apparvero insieme sul grande schermo nei western Un mondo che sorge (1937) e Le quattro facce del West (1948). L'unione durò fino alla morte di McCrea, avvenuta il 20 ottobre 1990, giorno del 57º anniversario di matrimonio della coppia.
Frances Dee morì il 6 marzo 2004, all'età di 94 anni, per le conseguenze di un ictus.

## Riconoscimenti
- WAMPAS Baby Stars 1931
- Stella dell'Hollywood Walk of Fame al 7080 di Hollywood Blvd.

## Filmografia

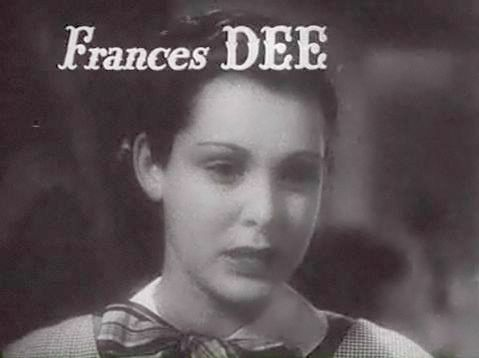
Frances Dee in Piccole donne

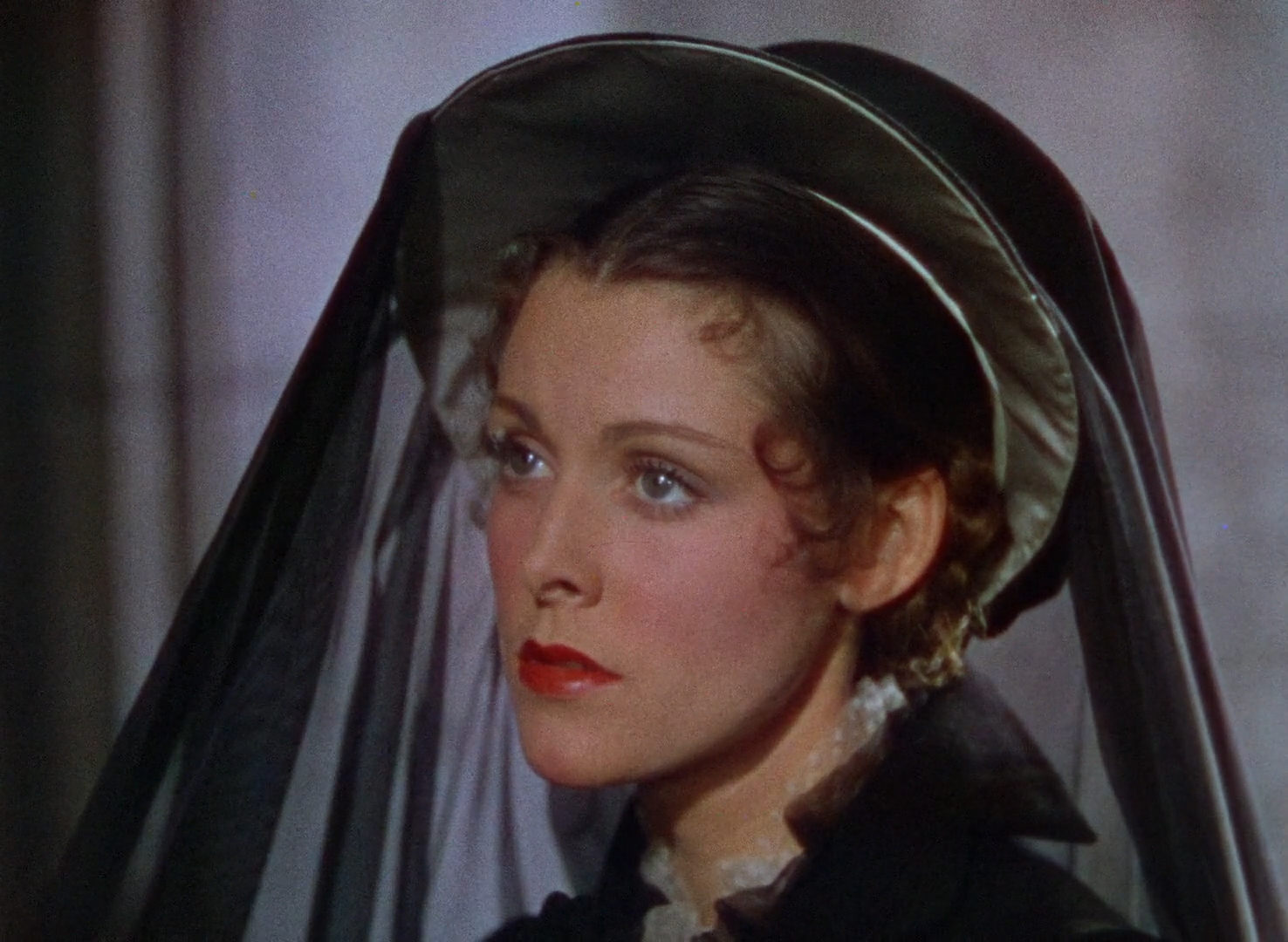
Frances Dee nel film Becky Sharp

- Words and Music, regia di James Tinling (1929) (non accreditata)
- True to the Navy, regia di Frank Tuttle (1930) (non accreditata)
- A Man from Wyoming, regia di Rowland V. Lee (1930) (non accreditata)
- Manslaughter, regia di George Abbott (1930) (non accreditata)
- Montecarlo (Monte Carlo) di Ernst Lubitsch (1930) (non accreditata)
- Follow thru, regia di Lloyd Corrigan e Laurence Schwab (1930) (non accreditata)
- Piccolo caffè (Playboy of Paris), regia di Ludwig Berger (1930)
- Along Came Youth, regia di Lloyd Corrigan e Norman Z. McLeod (1930)
- Luna di giugno (June Moon), regia di A. Edward Sutherland (1931)
- Una tragedia americana (An American Tragedy), regia di Josef Von Sternberg (1931)
- Caught, regia di Edward Sloman (1931)
- La follia dell'oro (Rich Man's Folly), regia di John Cromwell (1931)
- Nice Women, regia di Edwin H. Knopf (1931)
- Working Girls, regia di Dorothy Arzner (1931)
- Quest'età imprudente (This Reckless Age), regia di Frank Tuttle (1932)
- Ala infranta (Sky Bride) di Stephen Roberts (1932)
- Il delitto di Clara Deane (The Strange Case of Clara Deane), regia di Louis J. Gasnier e Max Marcin (1932)
- Love Is a Racket, regia di William A. Wellman (1932)
- The Night of June 13th, regia di Stephen Roberts (1932)
- Se avessi un milione (If I Had a Million), regia di James Cruze e H. Bruce Humberstone (1932)
- The Crime of the Century, regia di William Beaudine (1933)
- Il re della jungla (King of the Jungle), regia di H. Bruce Humberstone e Max Marcin (1933)
- The Silver Cord, regia di John Cromwell (1933)
- One's Man Journey, regia di John S. Robertson (1933)
- Headline Shooter, regia di Otto Brower (1933)
- Piccole donne (Little Women), regia di George Cukor (1933)
- Blood Money, regia di Rowland Brown (1933)
- Keep 'Em Rolling, regia di George Archainbaud (1934)
- La via proibita (Coming-Out Party), regia di John G. Blystone (1934)
- Educande d'America (Finishing School), regia di George Nichols Jr. e Wanda Tuchock (1934)
- Schiavo d'amore (Of Human Bondage), regia di John Cromwell (1934)
- Becky Sharp di Rouben Mamoulian e Lowell Sherman (non accreditato) (1935)
- L'allegro inganno (The Gay Deception), regia di William Wyler (1935)
- Half Angel, regia di Sidney Lanfield (1935)
- Ambizione (Come and Get It), regia di Howard Hawks e Richard Rosson (1936) (non accreditata)
- Anime sul mare (Souls at Sea), regia di Henry Hathaway (1937)
- Un mondo che sorge (Wells Fargo), regia di Frank Lloyd (1937)
- Un vagabondo alla corte di Francia (If I Were King), regia di Frank Lloyd (1938)
- Angeli del mare (Coast Guard), regia di Edward Ludwig (1939)
- Così finisce la nostra notte (So Ends Our Night), regia di John Cromwell (1941)
- Il club del diavolo (A Man Betrayed), regia di John H. Auer (1941)
- Meet the Stewarts, regia di Alfred E. Green (1942)
- Ho camminato con uno zombi (I Walked With a Zombie), regia di Jacques Tourneur (1943)
- Happy Land, regia di Irving Pichel (1943)
- Patrick the Great, regia di Frank Ryan (1945)
- Il disonesto (The Private Affairs of Bel Ami), regia di Albert Lewin (1947)
- Le quattro facce del West (Four Faces West), regia di Alfred E. Green (1948)
- L'ambiziosa (Payment on Demand), regia di Curtis Bernhardt (1951)
- Il fuggiasco di Santa Fè (Cattle Drive), regia di Kurt Neumann (1951)
- È scomparsa una bambina (Reunion in Reno), regia di Kurt Neumann (1951)
- Perdonami se mi ami (Because of You), regia di Joseph Pevney (1952)
- Allegri esploratori (Mister Scoutmaster), regia di Henry Levin (1953)
- Zingaro (Gypsy Colt), regia di Andrew Marton (1954)
- Far as the Eye Can See, regia di Roy McDonald (2006) (cortometraggio)

### Doppiatrici italiane
- Rosetta Calavetta in Il club del diavolo
- Renata Marini in Allegri esploratori
- Micaela Giustiniani in Zingaro
- Eva Ricca in Ho camminato con uno zombi
- Alessandra Korompay in Piccole donne (ridoppiaggio 1990)